# Витим (Якутия)
Вити́м — посёлок городского типа в Ленском районе Республики Саха (Якутия). Образует городское поселение Посёлок Витим.
Население — 3379 чел. (2023).

## География
Посёлок расположен на левом берегу Лены, напротив устья реки Витим, в 220 км к юго-западу от районного центра, города Ленска, в 3 км от границы с Иркутской областью.
Климат
В Витиме резко континентальный климат. Это один из самых тёплых, вследствие своего географического расположения, населённых пунктов Республики Саха, и один из немногих в республике, в котором оттепели возможны, хоть и весьма редки, в любой зимний месяц. Среднегодовая температура — −11,3 градуса, абсолютный минимум — −61,2 градуса, абсолютный максимум — +36,8 градуса. Годовое количество осадков — 424 мм.
| Показатель              | Янв.  | Фев.  | Март  | Апр.  | Май   | Июнь | Июль | Авг. | Сен.  | Окт.  | Нояб. | Дек.  | Год   |
| ----------------------- | ----- | ----- | ----- | ----- | ----- | ---- | ---- | ---- | ----- | ----- | ----- | ----- | ----- |
| Абсолютный максимум, °C | 2,9   | 3,6   | 11,9  | 20,7  | 32,9  | 36,8 | 36,6 | 36,3 | 28,9  | 19,9  | 7,7   | 4,4   | 36,8  |
| Средняя температура, °C | −34,1 | −32,1 | −23,3 | −7,3  | 1,8   | 8,8  | 11,5 | 7,4  | −0,6  | −10,6 | −23,7 | −32,2 | −12,2 |
| Абсолютный минимум, °C  | −60,2 | −57,6 | −51,5 | −40,9 | −22,1 | −6,4 | −1,3 | −4,9 | −12,3 | −34,6 | −50,6 | −61,2 | −61,2 |
| Норма осадков, мм       | 25,9  | 15,2  | 13,0  | 17,8  | 33,6  | 51,9 | 58,6 | 64   | 40,1  | 39,3  | 35,3  | 30,3  | 424,3 |
| Источник: World Climate |       |       |       |       |       |      |      |      |       |       |       |       |       |

## История
Около 1621 года было основано поселение на реке Лене напротив устья Витима.
В XIX веке из села Витимского отправлялись партии золотоискателей. Возвращались рабочие приисков с золотом и деньгами. В селе на 124 дома было 40 кабаков и 4 винных склада. На золотых приисках была в ходу поговорка: «На Еловках — жить неловко, Пеледуй — милодуй, а в Витим — сами полетим». Существовало множество рассказов о витимских кутежах, пьянстве и разбое.
Витимская слобода была центром Витимской волости Иркутской губернии. Здесь жили на поселении декабристы Семён Краснокутский, Михаил Назимов, Николай Заикин (умер в Витиме), Николай Загорецкий.
Статус посёлка городского типа — с 1958 года.

## Население
| 1959  | 1970  | 1979  | 1989  | 2002  | 2009  | 2010  | 2011  | 2012  |
| ----- | ----- | ----- | ----- | ----- | ----- | ----- | ----- | ----- |
| 2872  | ↗3691 | ↘3461 | ↗5311 | ↘3973 | ↗4233 | ↗4376 | ↗4382 | ↗4441 |
| 2013  | 2014  | 2015  | 2016  | 2017  | 2018  | 2019  | 2020  | 2021  |
| ↘4406 | ↘4366 | ↘4307 | ↘4206 | ↘4179 | ↘4163 | ↘4024 | ↘3972 | ↘3406 |
| 2023  |       |       |       |       |       |       |       |       |
| ↘3379 |       |       |       |       |       |       |       |       |

## Инфраструктура и экономика
В посёлке были две средние школы: Витимская и Охнинская, которые после постройки нового современного здания, были объединены в одну Витимскую среднюю общеобразовательную школу.
Поселковый аэропорт может принять все виды вертолётов Ми-8, Ми-26, самолёты Ан-2, Л-410, Ан-38. Технический участок Витимского района водных путей обслуживает навигацию на реке Лене.
В посёлке расположен современный лесопильный завод Витимской лесной компании (входит в группу компаний Масс), который производит пиломатериалы из сибирской лиственницы на экспорт в страны Европы.
В 1994 году был открыт временный нефтепровод. Сейчас Талаканское месторождение разрабатывает компания «Сургутнефтегаз».
Несмотря на многолетнюю историю, более 380 лет, посёлок не был подвержен влиянию промышленного производства, что позволило оставаться экологически чистым населённым пунктом.

## Транспорт
В Витим ходят речные пассажирские суда по маршруту Ленск-Витим, а также по транзитному маршруту Киренск-Пеледуй. Используются суда типа Полесье.

## Люди, связанные с посёлком
- Серкина, Александра Васильевна (1918—2007) — доктор медицинских наук, профессор.
- Суховарова Тамара Константиновна — бывшая жительница Витима, учитель истории выпустила книгу о посёлке «Сказания о витимской земле».
- Антипина Наталья Николаевна — родилась в посёлке Витим. Статс-секретарь — Заместитель Министра строительства и ЖКХ Российской Федерации с 2014 г. Ранее руководитель Росреестра.
- Черепанов, Пётр Зиновьевич (1919—1987) — уроженец села. Впоследствии известный физик-ядерщик, Лауреат Ленинской премии (1958), Герой Социалистического труда (1970).
- Кокоев, Пётр Сергеевич — участник Великой Отечественной войны, майор[23].

## Фотогалерея

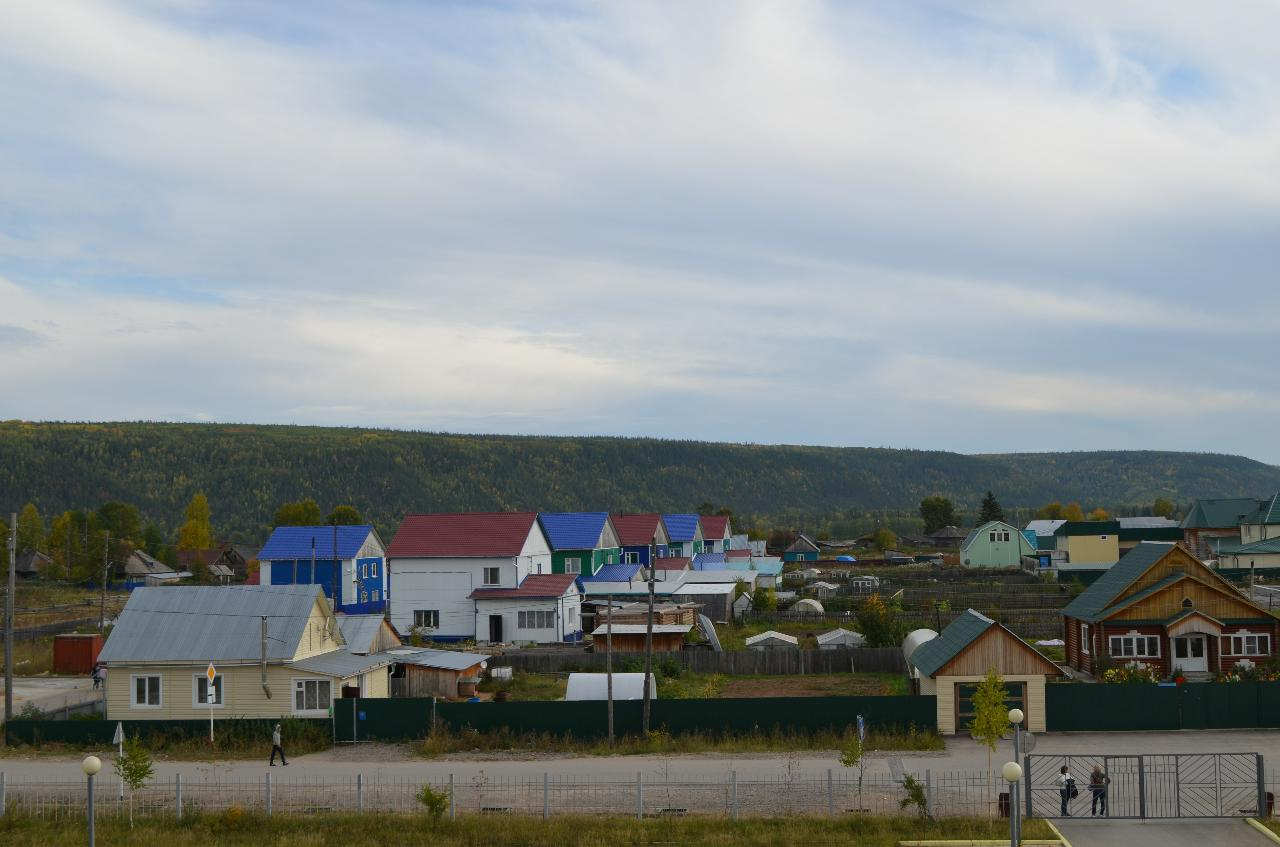
Посёлок Витим
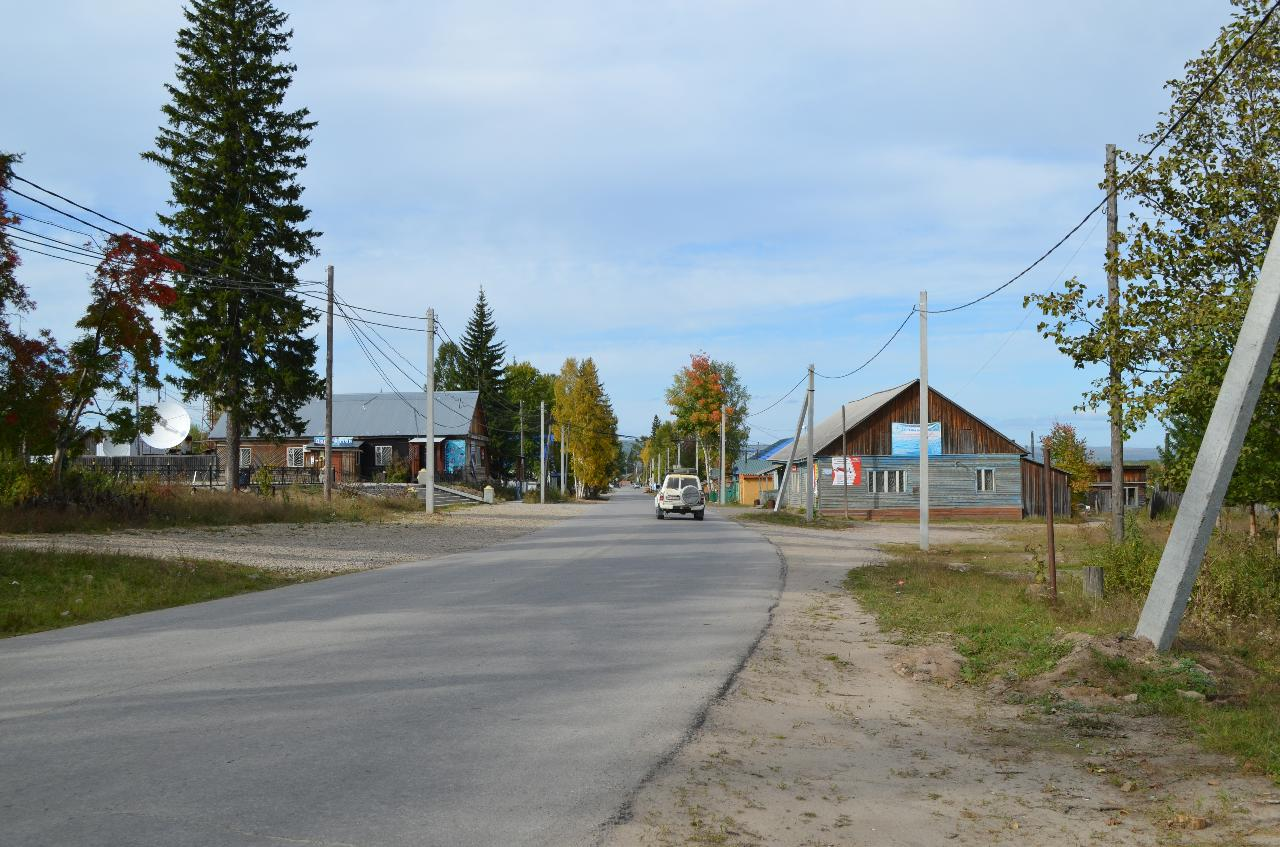
Улица
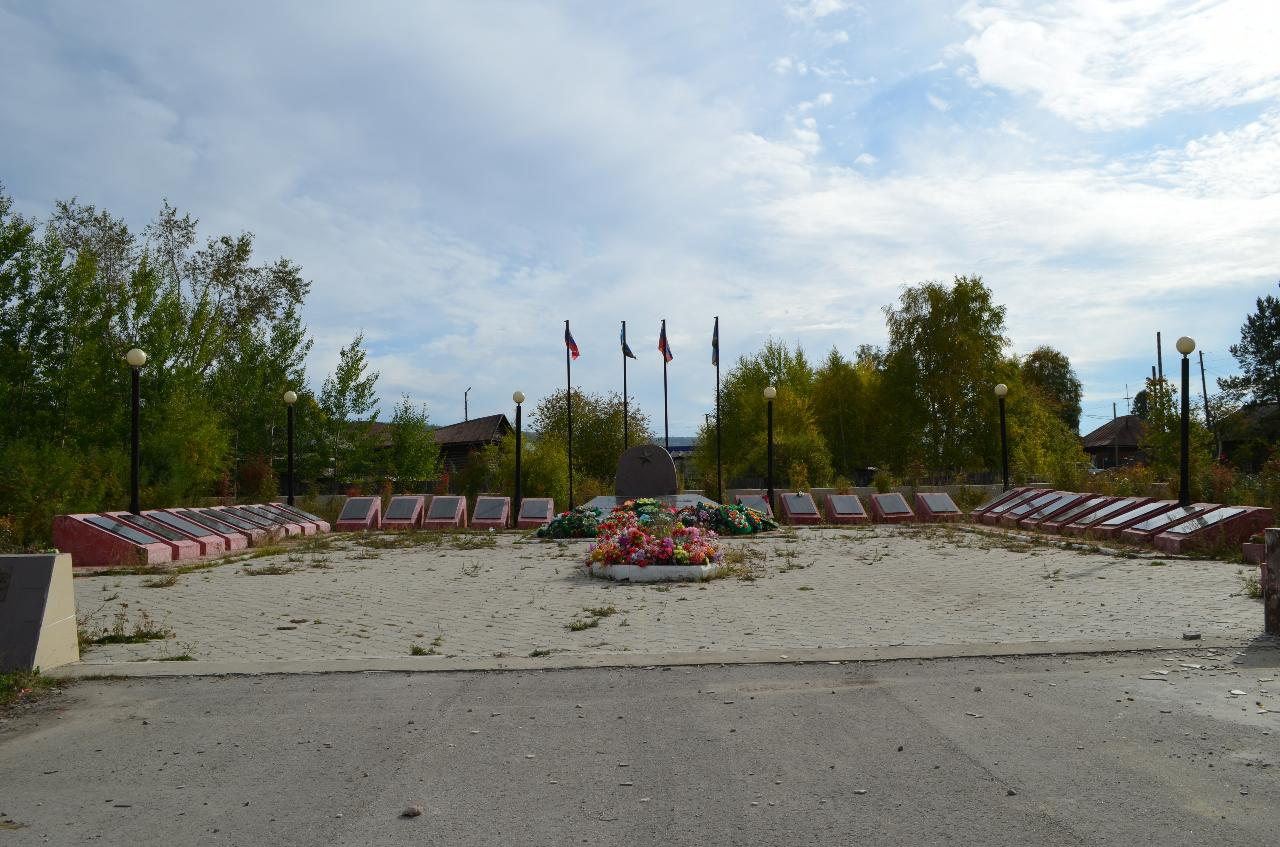
Мемориал
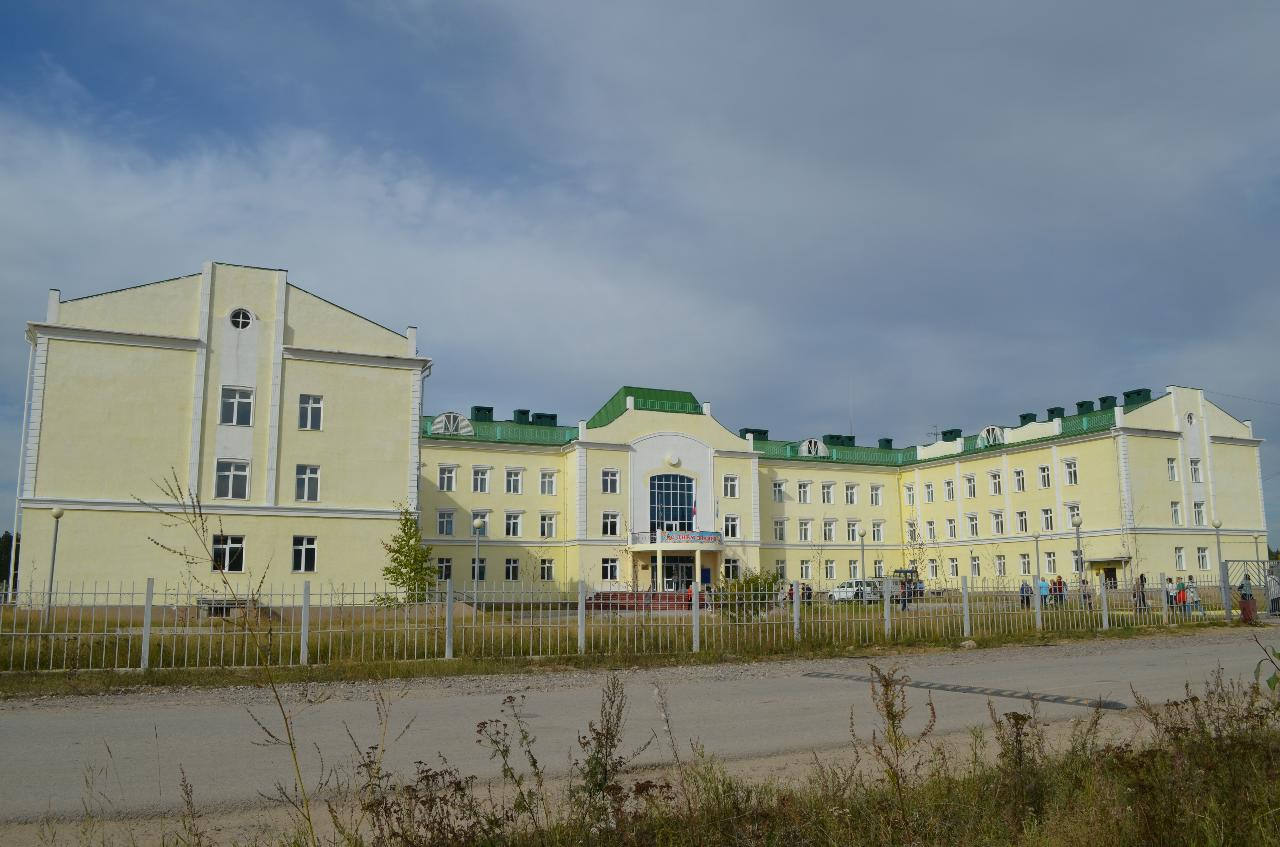
Новое здание школы
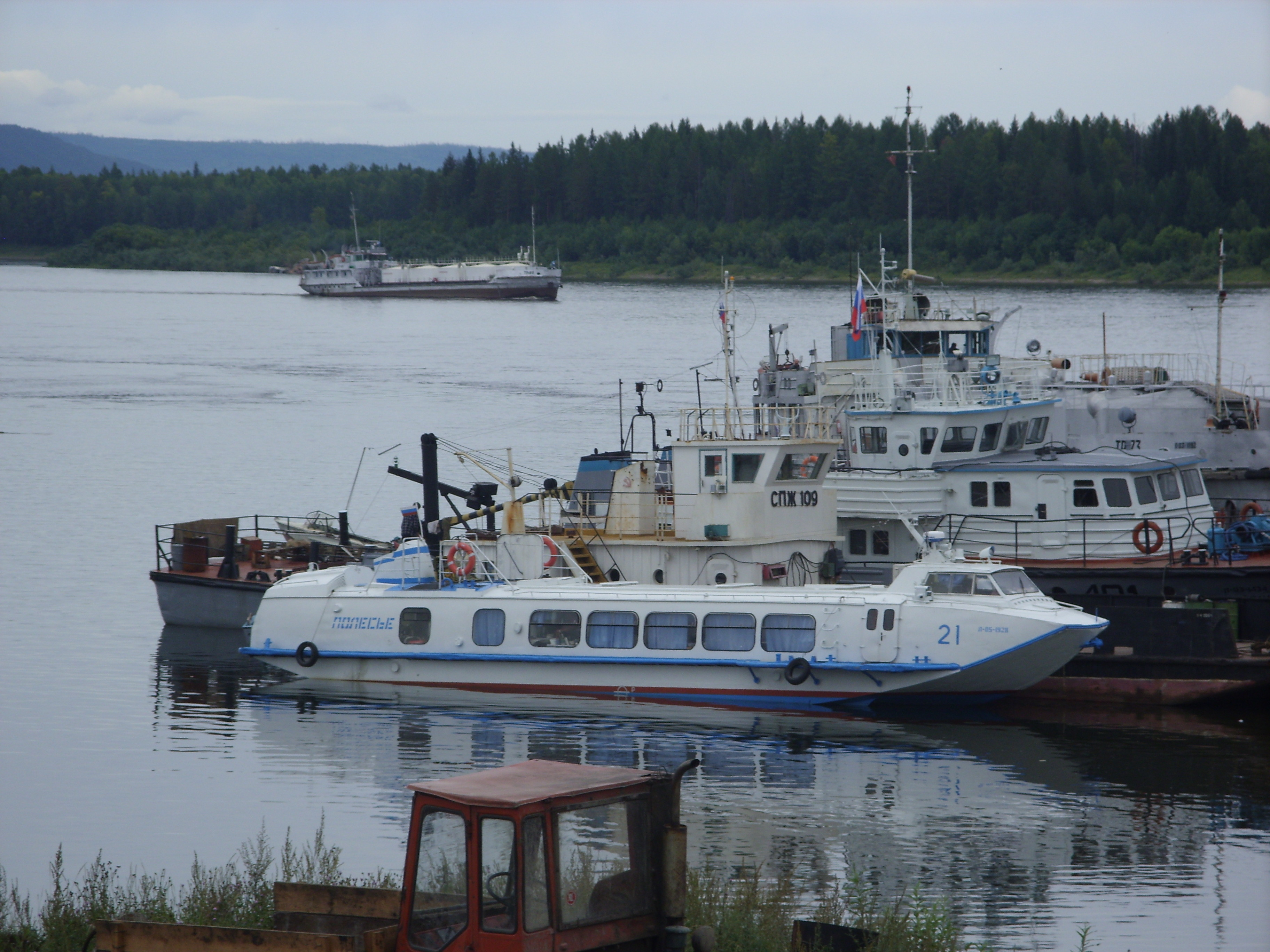
Затон ВРВП
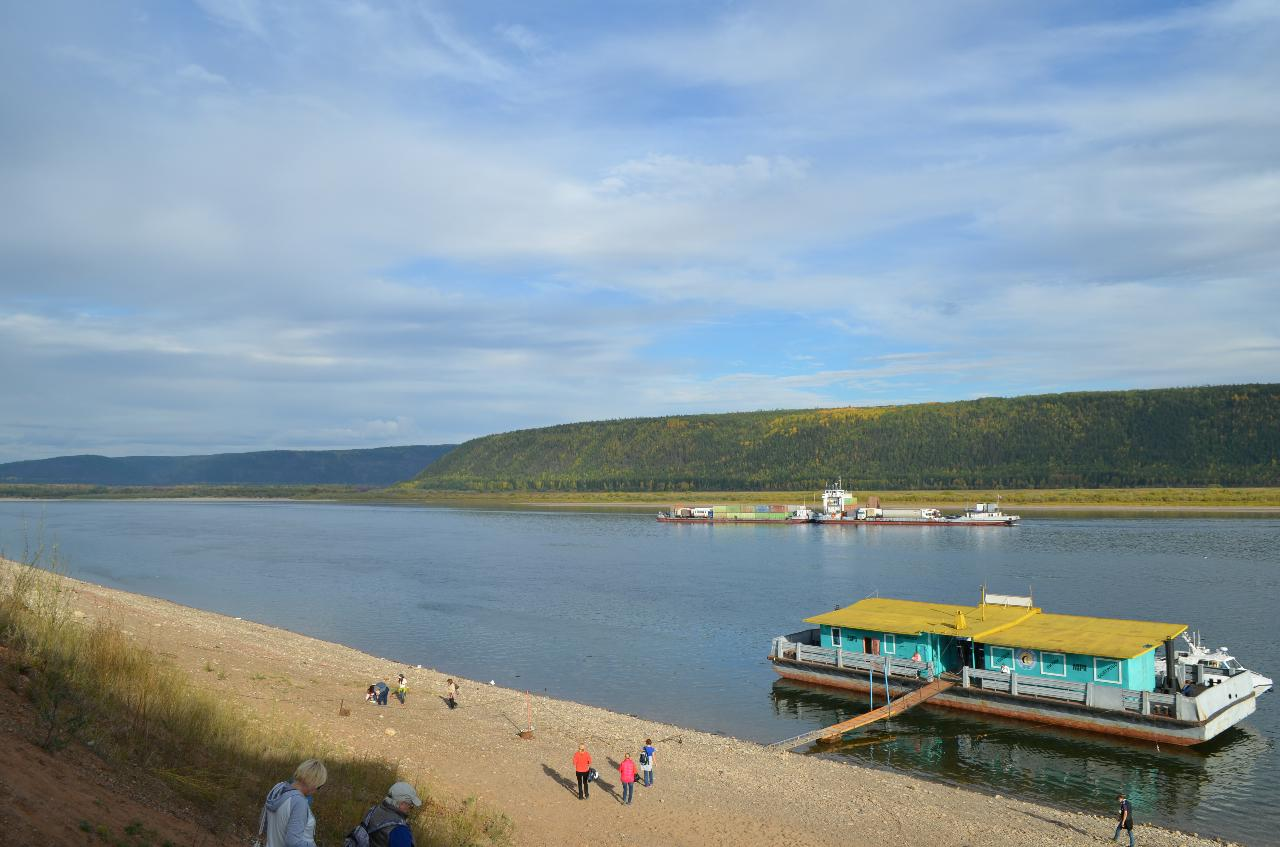
Пристань
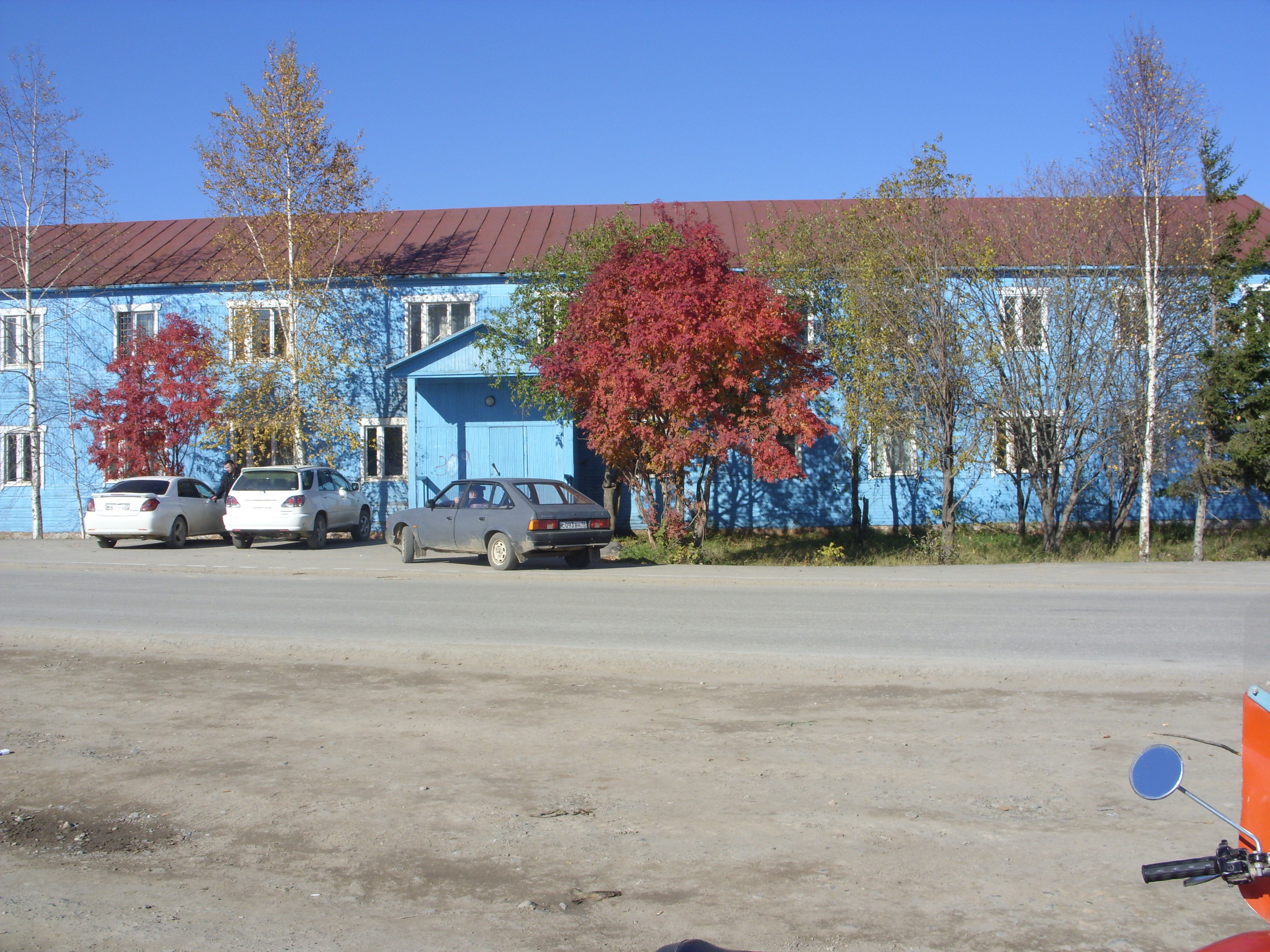
Поликлиника